# Sipti
Sipti (nep. सिप्टी) – gaun wikas samiti w zachodniej części Nepalu w strefie Mahakali w dystrykcie Darchula. Według nepalskiego spisu powszechnego z 2001 roku liczył on 642 gospodarstw domowych i 3637 mieszkańców (1831 kobiet i 1806 mężczyzn).